# Croydon Park, New South Wales
Croydon Park este o suburbie în Sydney, Australia.